# Harriet Andersson
Harriet Andersson (14 de janeiro de 1932 em Estocolmo) é uma actriz sueca. É mais conhecida fora da Suécia por fazer parte do elenco de muitos dos filmes de Ingmar Bergman.
Trabalhava como ascensorista em Malmo na década de 1950, quando conheceu o realizador Ingmar Bergman, com quem se envolveu romanticamente. Bergman concebeu o filme Mónica e o Desejo (Sommaren med Monika; 1953) propositadamente para ela.

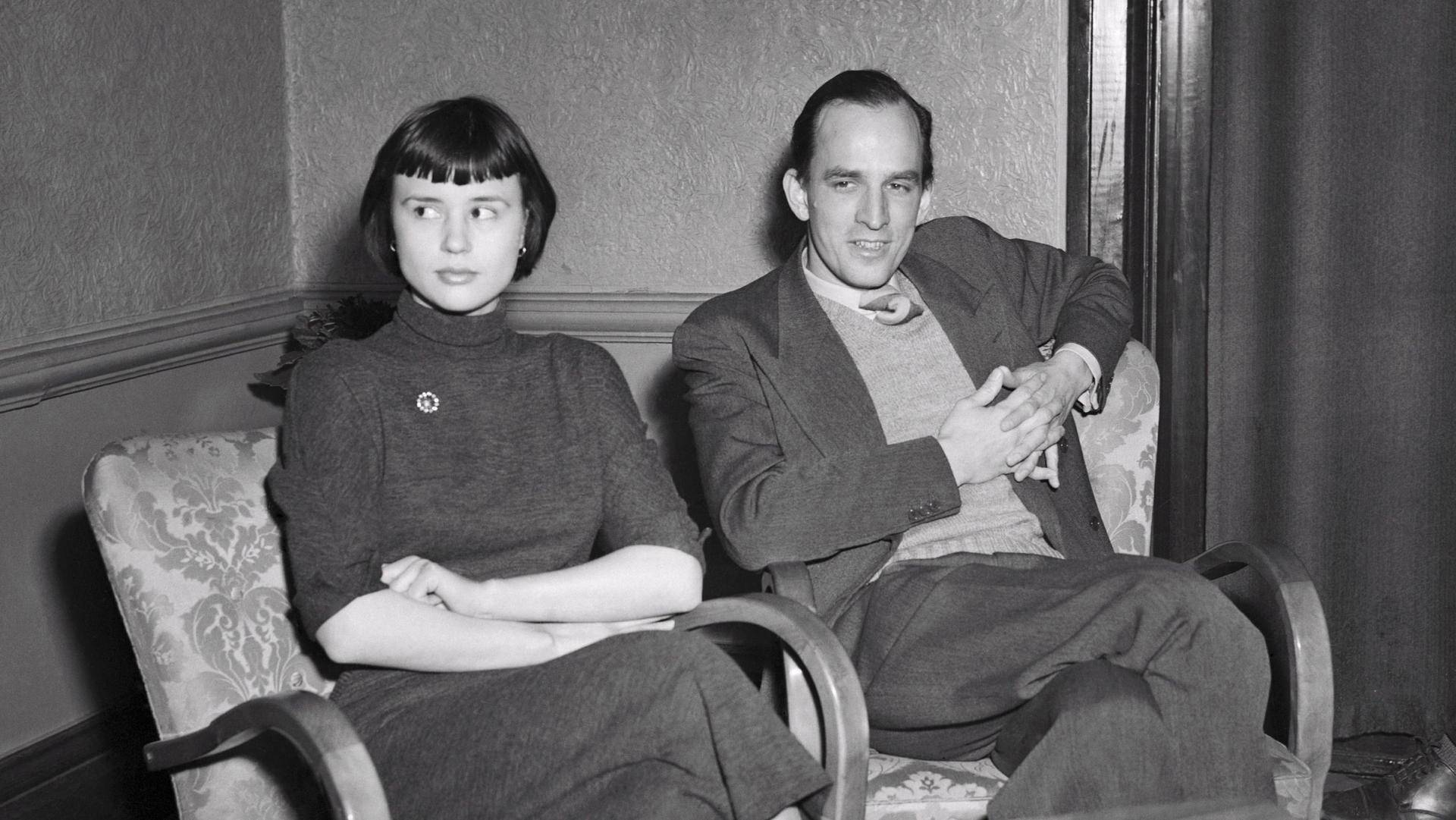
Harriet Andersson e Ingmar Bergman em 1953
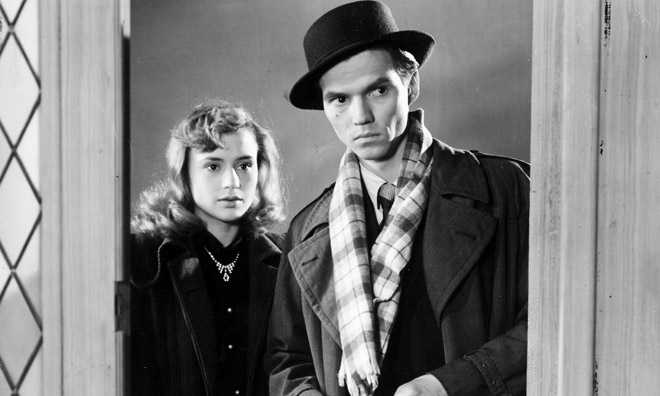
Harriet Andersson e Per Oscarsson em 1952